# Renault FT
 Ikke at forveksle med Renault 17.
Renault FT eller Automitrailleuse à chenilles Renault FT modèle 1917 var en let fransk kampvogn. Det var en af de mest revolutionerende og indflydelsesrige kampvognsmodeller
i historien. FT var den første kampvogn, der var udstyret med et tårn der kunne drejes 360grader, og placeringen af tårnet øverst, motoren bagi og chaufføren foran blev den normale måde at udforme kampvogne på helt frem til i dag. Da den kom frem var det en revolutionerende fornyelse, der fik kampvognshistorikeren Steven Zaloga til at beskrive typen som "verdens første moderne kampvogn".

## Udvikling
Forstudierne til fremstilling af en ny let kampvogn blev indledt i maj 1916 af den berømte bilproducent Louis Renault, efter en tilgang af oberst J.B.E. Estienne. En af hans mest talentfulde designere, Rodolphe Ernst-Metzmaier, var den egentlige skaber af det moderne koncept. Selv om projektet var langt mere avanceret end de to første franske kampvogne, der var ved at blive sat i produktion (Schneider CA1 og den tunge Saint-Chamond), havde Renault i starten stort besvær med at få den godkendt. Selv efter den første britiske anvendelse af kampvogne den 15 September 1916, hvor det franske folk krævede indsættelse af deres egne chars, blev fremstillingen af den lette kampvogn nær sat i stå til fordel for en supertung kampvogn (den senere Char 2C. Ironisk nok var det den samme Ernst-Metzmaier, som havde udformet denne kæmpe, da Renault hjalp et andet firma, FCM. Med aldrig svigtende støtte fra brigadegeneral Jean Baptiste Eugène Estienne (1860-1936), "Kampvognens fader", og de efterfølgende franske militærledere, som anså lette kampvogne som en mere gennemførlig og realistisk mulighed, kunne Renault endelig gå videre med modellen. Konkurrencen med Char 2C fortsatte dog helt til krigens slutning, 11. november 1918.
Prototypen blev langsomt gjort perfekt i den første halvdel af 1917. Tidlige produktionsudgaver af FT havde ofte problemer med ventilatorremmen og kølesystemet. Der blev kun fremstillet 84 i 1917, men inden krigen sluttede var der leveret 2.697. Der blev fremstillet mindst 3.177 i alt – og muligvis flere. Nogle estimater går helt op til 4.000 for alle versioner tilsammen. Tallet 3.177 er det antal som i alt blev leveret til den franske hær. 514 blev muligvis leveret direkte til den amerikanske hær og tre til den italienske, hvilket giver en sandsynlig samlet produktion på 3.694. Kampvognene havde i starten et rundt støbt tårn, senere blev det enten til et ottekantet og senere igen til et afrundet tårn af bøjet stålplade (kaldet Berliet tårn efter en af de mange leverende fabrikker). De sidste to kunne bære en 37 mm Puteaux kanon eller et 7,92 mm Hotchkiss maskingevær. I USA blev denne kampvogn bygget på licens som M1917. Af denne model blev der bygget 950, heraf 64 inden krigen sluttede.
En sejlivet myte omkring kampvognens navn FT er at det stod for Faible Tonnage (lille vægt), eller endnu mere opfindsomt: Franchisseur des Tranchées (skyttegravsoverskrider). I virkeligheden fik alle Renaults prototyper en kodebetegnelse, og man var tilfældigvis nået til FT.

## Indsatshistorie
Kampvognen blev i vidt omfang brugt af franskmændene og amerikanerne i slutningen af 1. Verdenskrig efter den 31. maj 1918. Kampvognen var billig at fremstille og velegnet til masseproduktion. Selve produktionen var et våben i sig selv. Der blev opstillet et produktionsmål på 12.660 (heraf 4.440 i USA) inden udgangen af 1919.
Efter krigen blev FT kampvogne eksporteret til mange lande (Polen, Finland, Estland, Litauen, Rumænien, Jugoslavien, Tjekkoslovakiet, Schweiz, Belgien, Holland, Spanien, Brasilien, Tyrkiet, Iran, Afghanistan og Japan). Som følge heraf var FT i brug i de fleste lande, der havde kampvognsstyrker, og altid som deres første kampvognstype, også i De Forenede Stater. De deltog i mange senere krige, såsom den Russiske borgerkrig, den Polsk-sovjetiske krig, den Kinesiske borgerkrig og den Spanske borgerkrig. FT tanks blev også anvendt i 2. verdenskrig, bl.a. i Polen, Finland, Frankrig og Jugoslavien, selv om de på det tidspunkt var fuldstændig forældede. I 1940 havde den franske hær stadig 8 bataljoner udstyret med 63 FT 17 kampvogne hver og tre uafhængige kompagnier med hver 10 – alt i alt 534, alle udstyret med maskingeværer.
Mange mindre enheder, især opstillet efter invasionen i 1940, benyttede også FT. Det har givet anledning til en udbredt myte om at franskmændene slet ikke havde nyt udstyr; men rent faktisk havde de flere moderne kampvogne end tyskerne. Franskmændenes problemer handlede om strategi og taktik frem for mangler ved udstyret. Da det tyske fremstød til Den engelske kanal afskar de bedste franske enheder blev hele den franske materiel reserve sendt til fronten som en nødløsning. Dette omfattede 575 FT-er. Tidligere var 115 sektioner af FT 17-er blevet formeret til forsvar for flyvepladser. Den tyske Wehrmacht erobrede 1.704 FT-er. Hundrede blev igen anvendt til forsvar af flyvepladser. 650 til patruljering i de besatte lande.
FT var ophav til en lang række franske kampvogne: FT Kégresse, NC1, NC2, Char D1 ogChar D2. Italienerne fremstillede Fiat 3000 som deres standard kampvogn, en forholdsvis tæt kopi af FT.
Den sovjetiske Røde Hær erobrede 14 udbrændte Renaulter fra de Hvide styrker og ombyggede dem på Krasnoye Sormovo fabrikken i 1920. Russerne hævdede at have bygget disse Russkiy Reno kampvogne, men i realiteten byggede de kun en eksakt kopi, som fik navnet 'Frihedskæmper kammerat Lenin'. Da Stalin indledte våbenkapløbet i 1930'erne var den første sovjetisk designede kampvogn T-18 en kopi af Renaulten med spiralaffjedning.
FT endte med at blive brugt af Afghanistan, Belgien, Brasilien, Estland, Finland, Frankrig, Holland, Iran, Japan, Jugoslavien, Republikken Kina, Litauen, Polen, Rumænien, Den Hvide Hær, Schweiz, Sovjetunionen, Spanien, Sverige, Tjekkoslovakiet, Tyrkiet, Tyskland og USA.

## Varianter
- Char à canon 37: en FT med en 37 mm Puteaux SA18 kort-løbet kanon- omkring 3/5 af de bestilte kampvogne, omkring 1/3 af de faktisk fremstillede.
- Char mitrailleur: en FT med en 8 mm Hotchkiss M1914 maskingevær – omkring 2/5 af de bestilte kampvogne, omkring 3/5 af de faktisk fremstillede.
- FT 75 BS: en selvkørende kanon med en 75 mm Blockhaus Schneider petard (kortløbet haubits) – mindst 39 kampvogne blev fremstillet.
- Char signal eller TSF: en kommandokampvogn med radio, "TSF" ståt for télégraphie sans fil – et meget passende navn, da man kun kunne anvende morsekode; ingen bevæbning, tre mands besætning, 300 bestilt, mindst 188 fremstillet.
- FT modifié 31: opgraderede kampvogne med 7.5 mm Reibel maskingevær. Denne modifikation blev indledt i 1931 på de 1.580 chars mitrailleurs som stadig var i de franske beholdninger; En del blev skrottet og deres chassis blev anvendt til lastbiler og kanonerne blev brugt i R 35. Denne version blev sommetider kaldt "FT-31", men det var ikke dens officielle navn.
- FT-17-Ko: Tretten modificerede enheder importeret af den Kejserlige japanske hær i 1919, bevæbnet enten med 37 mm Puteaux SA18 kanon eller maskingeværer. De blev anvendt i kamp i den Manchuriske episode og senere ved træning[3]
- M1917 – Amerikansk fremstillet kopi. Der blev bygget 950, heraf 374 med kanon, 50 med radio. Under 2. Verdenskrig blev nogle leveret til Canada og Storbritannien som træningskøretøjer.
- Russkiy Reno: den "Russiske Renault", den første sovjetiske kampvogn fremstillet på Krasnoye Sormovo Fabrik Nr. 112, en tæt kopi.
- T-18 – En sovjetisk kopi med spiralaffjedning.
- FIAT 3000 – En afledt italiensk model.

## Overlevende eksemplarer
Omkring 36 FT, 15 M1917 og en Russkiy Reno findes stadig i forskellige museer rundt om i verden. To FT på Musée des Blindés i Frankrig kan stadig køre. Der er også en som kan køre i Old Rhinebeck Aerodrome i Rhinebeck, New York.

## Eksterne kilder
- American six-ton tank M1917 – Walk around photos
- American six-ton tank M1917(Fort Knox) – Walk around photos
- French Renault FT-17 tank – Walk around photos
- Description and pictures at WWII Vehicles
- FT-17 in Japanese service Arkiveret 25. februar 2010 hos  Wayback Machine